# Carico utile

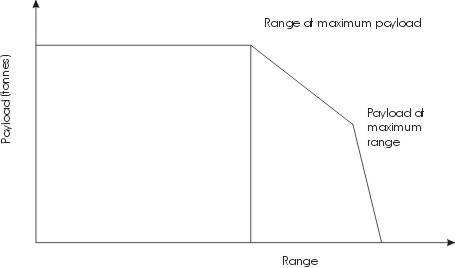
Grafico raffigurante le caratteristiche di carico utile

Per carico utile (in inglese payload, tradotto anche in modo letterale come carico pagante) si intende la capacità di carico di un aeromobile o di un veicolo di lancio; solitamente si misura in termini di massa. Il carico utile varia a seconda della natura del volo e può comprendere merci, passeggeri, equipaggio, munizioni, strumenti scientifici o altre attrezzature. Anche il carburante extra può essere considerato parte del carico utile. In contesti commerciali (p. esempio compagnie aeree per passeggeri o per merci) il payload si riferisce solo a merci redditizie o a passeggeri paganti.  Alcuni esempi comuni:
- in un'automobile in viaggio su strada, il carico utile è costituito dai passeggeri e dal loro bagaglio, mentre l'automobile stessa viene spostata solo strumentalmente al trasporto del carico utile;
- in un autocarro, il carico utile è costituito dalle merci trasportate, mentre l'autocarro stesso ed il suo guidatore sono strumentali;
- in un mezzo di trasporto dotato di equipaggio, come aeroplani, nave, treni, il carico utile è costituito dalle merci e/o dai passeggeri trasportati mentre il mezzo, compresa la sua dotazione di carburante e tutto quanto necessario al suo funzionamento durante il viaggio, ed il suo equipaggio, sono strumentali;
- se un mezzo di trasporto trasporta un altro mezzo di trasporto (ad esempio, una automobile trasportata in una bisarca o in un traghetto), tale mezzo trasportato è considerato carico utile;
- in un bombardiere, il carico utile corrisponde sostanzialmente alla quantità di bombe trasportabili per l'impiego operativo.

## Astronautica
In astronautica si dice carico utile o payload ("carico pagante") tutto ciò che viene portato nello spazio attraverso l'utilizzo di un lanciatore.
Si può trattare di un satellite, di una schiera di satelliti o di strumentazioni di vario tipo, come telescopi o antenne.
In generale il carico utile costituisce solo una piccola parte dell'intero lanciatore e il suo peso è, al massimo, pari all'1% di quello dell'intera struttura.
I lanciatori che si possono utilizzare per la messa in orbita di carico utile sono principalmente due: il vettore europeo della famiglia Ariane, e il vettore sovietico (ora russo) Sojuz. A questi si aggiungono poi lanciatori americani, giapponesi, cinesi, e anche il lanciatore italiano Vega.
La progettazione del carico utile, di qualsiasi tipo esso sia, deve tener conto delle caratteristiche del lanciatore che si intende utilizzare.
Occorre rispettare gli standard imposti dal costruttore in termini di peso, di dimensioni e anche di frequenze di vibrazione caratteristiche della struttura, per garantire il corretto svolgimento della missione spaziale.
È molto comune, specialmente nel caso di satelliti, che sono dotati di ampi pannelli solari per la produzione di energia elettrica, l'utilizzo di configurazioni "impacchettate" del carico utile, che viene trasportato in orbita in forma compatta e poi, una volta nello spazio, si apre e raggiunge la configurazione dispiegata nella quale poi opererà.
I costi della sola messa in orbita del carico utile sono dell'ordine di 5 000 euro al chilogrammo, ma per avere una stima corretta dei costi collegati ad una generica missione spaziale bisogna tener conto anche dei costi di sviluppo, gestione e manutenzione del sistema di lancio, che ammontano a 100 000 euro per chilogrammo di carico pagante.